# Мёртвый Христос с орудиями страстей
Мёртвый Христос с орудиями страстей — картина Аннибале Карраччи, хранящаяся в Штутгарте (Штутгартская государственная галерея).

## Описание и стиль
Картина относится к ранним работам художника и является явным подражанием «Мёртвому Христу» Андреа Мантеньи.
Неизвестно, откуда Аннибале в те годы мог знать более раннее произведение Мантеньи; возможно, до создания собственной картины он видел только её копию. Однако связь между двумя работами неоспорима: на обеих Христос представлен лежащим на плащанице и изображён в весьма смелом ракурсе — на переднем плане находятся его ноги. В отличие от Мантеньи, Карраччи отказался от изображения скорбящих и несколько сместил тело Христа вбок, чтобы более реалистично представить торс фигуры и занять всю область холста, преодолев тем самым некоторую скованность живописи Кватроченто. Раны Христа многочисленны; на переднем плане художник поместил орудия Страстей, которые подчёркивают тяжесть страданий Христа.
Предполагается, что полотно ещё очень юного Аннибале является своего рода упражнением в сложной технике ракурса, и по этой причине он использовал в качестве модели одну из самых известных и ценимых работ на эту тему: «Мёртвого Христа» Мантеньи. Возможно также, что эксперимент был связан с исследованиями Карраччи, проводившимися в Академии дельи Инкамминати, то есть в школе, созданной самим Аннибале совместно с его братом Агостино и кузеном Лодовико в те же годы, когда была написана картина. В настоящее время полотно находится в Штутгарте.